# Mieczysław Bielański
Mieczysław Bielański (ur. 4 października 1914 w Nowicy, zm. 9 grudnia 1983 we Wrocławiu) – polski lutnik.

## Życiorys
Urodził się w Nowicy na Pokuciu. Tam rozpoczął działalność jako lutnik, ucząc się gry samemu. W 1932 został członkiem założycielem Stowarzyszenia Polskich Artystów Lutników. W 1954 wybrano go do zarządu stowarzyszenia, w którym pełnił m.in. funkcję wiceprezesa zarządu (1970–1976). Był laureatem pierwszej i czwartej nagrody Międzynarodowego Konkursu Lutniczego im. Henryka Wieniawskiego (1957, 1972). Budował smyczkowe instrumenty muzyczne, przede wszystkim skrzypce, altówki i wiolonczele, wykonywane według modeli mistrzów szkoły kremońskiej. Wśród jego prac znajdują się także polskie ludowe instrumenty smyczkowe (kilka jego prac stanowi eksponaty rekonstrukcyjne w Muzeum Ludowych Instrumentów Muzycznych w Szydłowcu i w Muzeum Instrumentów Muzycznych w Poznaniu).
Został odznaczony m.in. Krzyżem Kawalerskim Orderu Odrodzenia Polski, Złotym Krzyżem Zasługi oraz odznaką "Zasłużony Działacz Kultury".